# Александр Васильевич
Алекса́ндр Васи́льевич (ум. 1331/1332) — князь Суздальский (1309—1331), великий князь Владимирский (1328—1331 года), Рюрикович, старший сын Суздальского князя Василия.

## Биография
Поддерживал Тверского князя Михаила Ярославича в его борьбе с князем Московским Юрием Даниловичем. Затем стал союзником Ивана Даниловича Калиты. Участвовал в организованном последним карательном походе на Тверь, где вспыхнуло антитатарское восстание (1327). В результате именно Александру Васильевичу, очевидно специально как слабому князю, хан Узбек выдал ярлык на Владимир и «Поволжье» (вероятно, Нижний Новгород и Городец), а за Иваном Калитой оставил вторую половину великого княжения — Кострому и Великий Новгород. Однако к усилению маловлиятельного Суздальского княжества этот шаг не привёл (в отличие от аналогичной ситуации десятилетием позже), но «фундамент притязаний на великокняжеский титул нижегородско-суздальских князей» был заложен. Реальная роль в общерусских делах осталась за Иваном Калитой. Московские летописи об Александре даже не упоминают, а новгородские (основной источник сведений) не называют великим.
Александр Васильевич принял участие в вокняжении Ивана в Новгороде и в походе на Псков, против укрывшегося там тверского князя Александра Михайловича (1329). Перевёз из Владимира в Суздаль вечевой колокол Успенского собора. На новом месте колокол не стал звонить, что было воспринято как недоброе знамение, и колокол был возвращен обратно.
После смерти Суздаль унаследовал его младший брат Константин Васильевич, а Нижний Новгород и Городец в качестве части владимирского великого княжения перешли к Ивану Калите.